# وادنا (آیووا)
وادنا (به انگلیسی: Wadena) شهری در ایالت آیووا کشور ایالات متحده آمریکا است که جمعیت آن در سرشماری سال ۲۰۱۰ میلادی، ۲۶۲ نفر بوده‌است.